# Socket AM3+

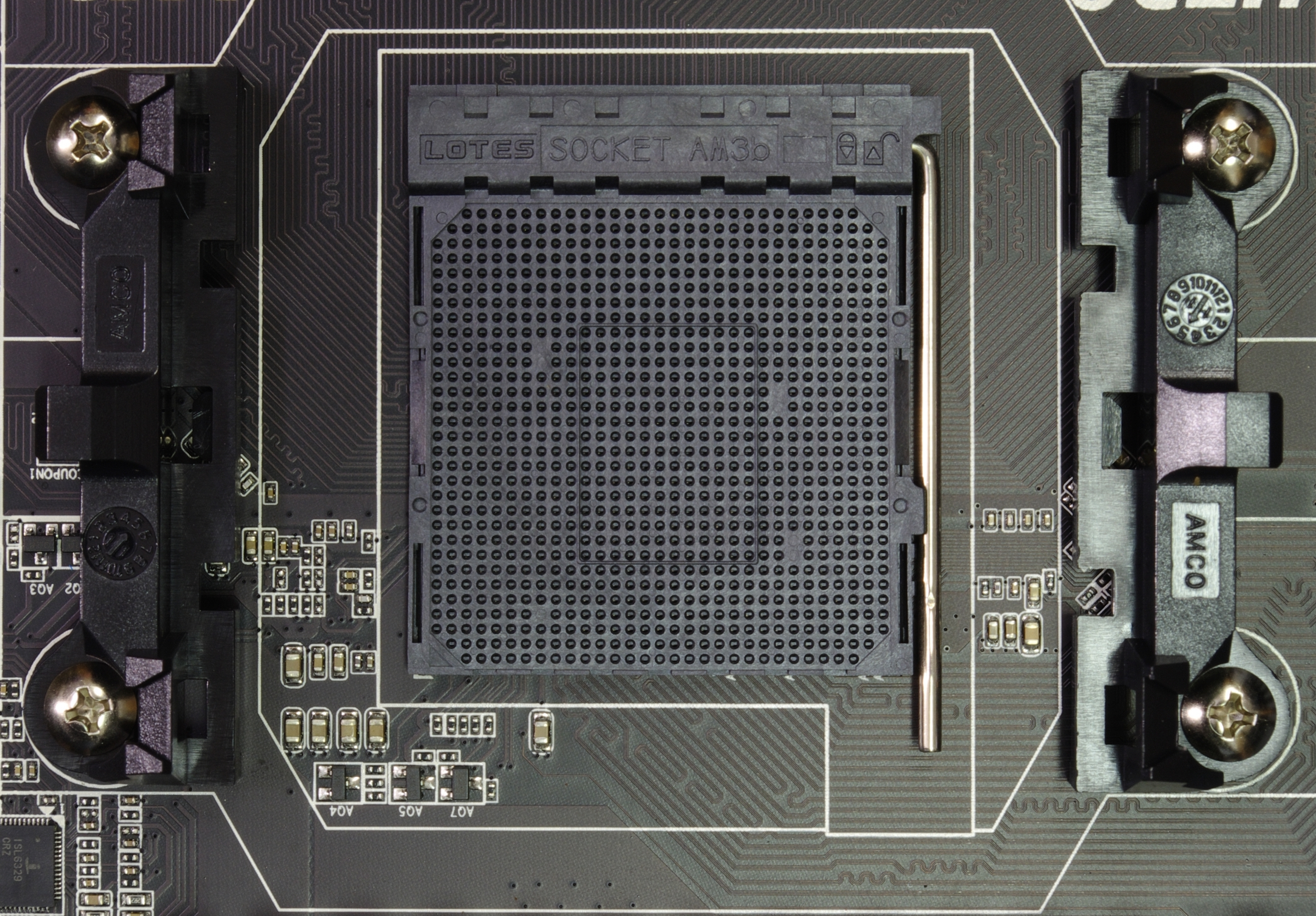
Socket AM3+

AM3+ is een aanpassing van de AM3-socket, ontworpen voor cpu's die de AMD Bulldozer-architectuur gebruiken. Het behoudt compatibiliteit met AM3-processors.
De AM3+ Socket heeft enkele opvallende veranderingen vergeleken met zijn voorganger. De socket telt 942 pinnen tegenover de 941 pinnen van AM3. Ook zijn de gaten voor de pinnen 0,51 mm in plaats van 0,45 mm. Er is een snellere  serieel link van de CPU naar de stroomcontroller. AM3+ ondersteunt verbeterde stroom regulatie en kwaliteitseisen, waaronder een verhoogde maximum stroom van 145 A tegenover 110 A van de vorige socket. De koelerbevestiging is verbeterd om iets meer airflow toe te laten zonder compatibiliteit met eerdere koelers te breken.
Sommige fabrikanten hebben ondersteuning voor AM3+ aan sommige van hun AM3-moederborden toegevoegd door middel van een BIOS-upgrade. Fysieke compatibiliteit is bevestigd en AM3+-cpu's passen in AM3-borden, zolang de voeding voldoende stroom kan leveren. Een probleem is het gebruik van de temperatuursensor van de processor, waardoor sommige PWM-ventilatoren enkel op volle snelheid werken. Ook werken sommige stroombesparende maatregelen niet door het gebrek aan ondersteuning voor snelle VCore-veranderingen.